# Ignacy Krasicki
Ignacy Błażej Franciszek Krasicki (Dubiecko, 1735 - Berlín, 1801) fou un poeta, fabulista, escriptor, periodista, enciclopedista, dramaturg i traductor polonès.

## Biografia
Nascut a Dubiecko, Galítsia, el 3 de febrer de 1735, descendent d'una família aristocràtica empobrida, Krasicki va ser destinat a la carrera eclesiàstica: va estudiar amb els jesuïtes de Lviv i després al seminari de Varsòvia (1751-54). Ordenat sacerdot el 1759 va continuar la seva educació a Roma (1759-61). Capellà de la cort de l'últim sobirà polonès Estanislau August Poniatowski, va ser cofundador de El Monitor, l'important diari de la Il·lustració polonesa patrocinat pel rei, i va ser nomenat bisbe del voivodat de Warmia i Mazury el 1766 a la primerenca edat de 32 anys i fet membre del Senat de la República de les dues nacions. Després que la seva diòcesi fos annexada a la Prússia de Frederic el Gran, l'any 1772, amb el qual va mantenir òptimes relacions, Krasicki va ser nomenat el 1795 arquebisbe de Gniezno i primat de Polònia. El 1786 va ser nomenat membre de l'Acadèmia d'Arts de Berlín (Akademie der Künste). Després de la seva mort el 14 de març de 1801 a Berlín fou sepultat a la Catedral de Santa Eduvigis.
Krasicki és considerat com el principal poeta («el príncep dels poetes») de la literatura polonesa de la Il·lustració. Se'l coneix com el La Fontaine polonès per les seves faules i paràboles. És l'autor de la primera novel·la polonesa, les Mikoaja Dowiadczyskiego przypadki ("Aventures de Nicolau Experiència", 1770) escrita en forma de diari i dividida en tres parts, on la segona transcorre en una illa imaginària on els seus habitants viuen una vida senzilla i simple, a imitació del Rasselas de Johnson; els esdeveniments transformen el protagonista, un aristòcrata retrògrad i ignorant, en un home savi i il·lustrat; una altra novel·la Pan Podstoli va aparèixer en tres parts, 1778, 1784 i una última pòstuma el 1803. Va escriure en especial paròdies de poemes d'èpica culta, com Monachomaquia ("La guerra dels monjos", 1778), que va causar un gran escàndol quan va aparèixer per la seva àcida crítica contra els monjos ignorants i dissoluts, al qual l'autor va respondre amb Antymonachomachia, o La ratoneida (1775), que és anterior i constitueix en realitat una al·legoria de l'anarquia política polonesa. Seriosa, tanmateix, és l'epopeia "La campanya de Chocim" (1780). Seva és la frase, que va arribar a fer-se proverbial en polonès, de què "millor val divergir a l'aire lliure que concordar rere els barrots", extreta de la faula "La cadernera i la merla". Krasicki va traduir a més algunes obres del francès i del grec al polonès (Plutarc, Llucià i els Cants d'Ossian del francès).